# Horyu-ji
Hōryū-ji (法隆寺, letterlijk “Tempel van de Bloeiende Wet) is een boeddhistische tempel, gelegen in de Japanse gemeente Ikaruga (Nara). De volledige naam luidt Hōryū Gakumonji (法隆学問寺). Het complex doet behalve als tempel ook dienst als klooster.
De pagode van de tempel worden algemeen erkend als het oudste houten gebouw ter wereld. In 1993 werd Hōryū-ji samen met Hokki-ji door de UNESCO benoemd tot Werelderfgoed onder de naam Boeddhistische Monumenten in Hōryū-ji. De tempel kreeg van de Japanse overheid eveneens het statuut van Nationaal erfgoed van Japan.

## Geschiedenis

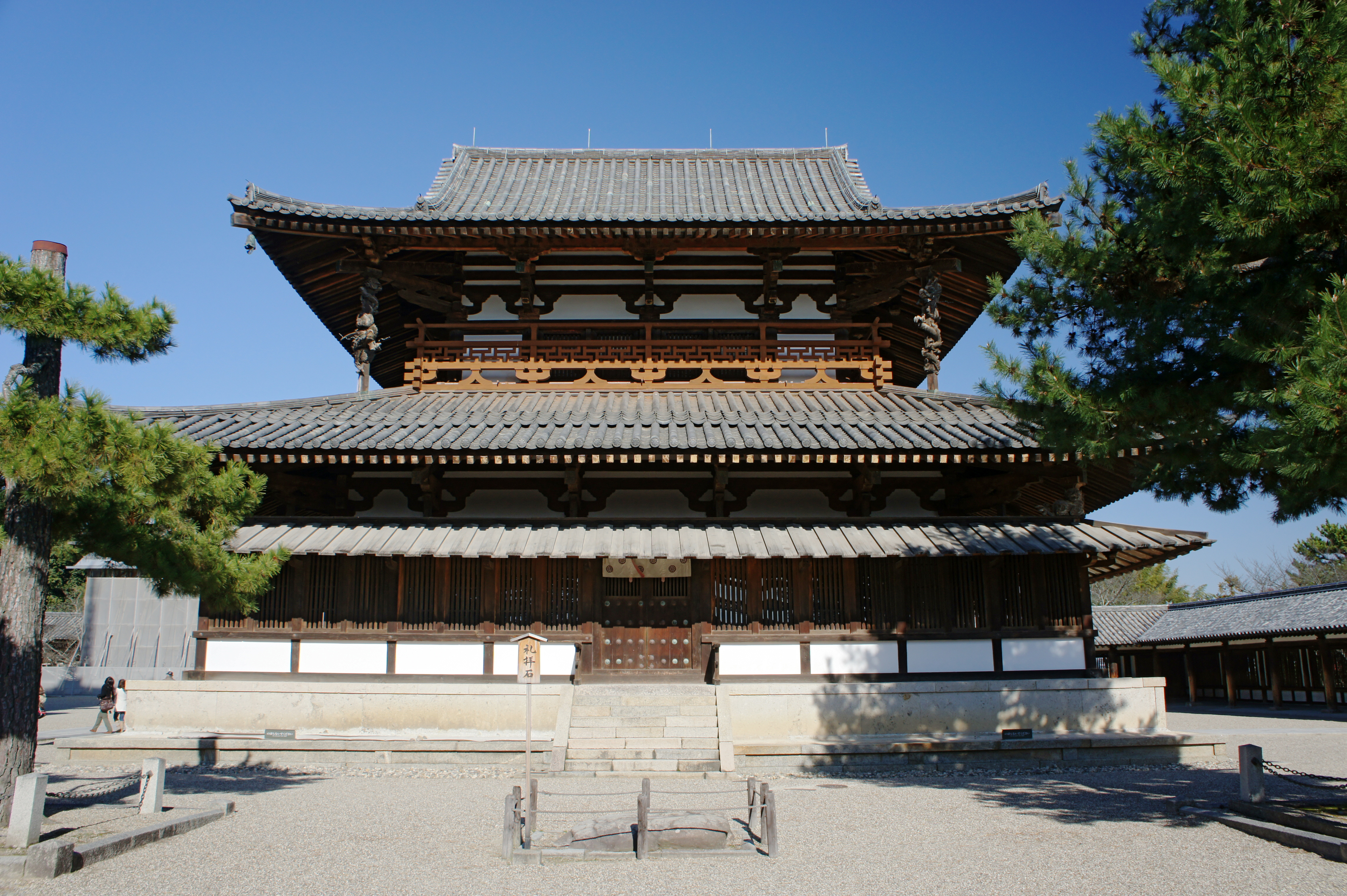
De kondō

De tempel werd oorspronkelijk gebouwd in opdracht van prins Shotoku Taishi. Destijds droeg de tempel de naam Ikaruga-dera, een naam die vandaag de dag soms nog steeds wordt gebruikt. Het eerste gebouw van de tempel is omstreeks 607, tijdens de Asukaperiode, gebouwd. Hōryū-ji werd opgedragen aan Bhaisajyaguru, de Boeddha van genezing. Tevens werd de tempel opgedragen aan de vader van Taishi.
Opgravingen in 1939 bevestigden dat het paleis van prins Shotoku het westelijke grondgebied van het tempelcomplex besloeg; de huidige locatie van de Tō-in (東院). Tevens werden de resten van een tempelcomplex ten zuidwesten van het paleis ontdekt, die net buiten het huidige tempelcomplex vielen. Dit was mogelijk de originele tempel, die door historici en archeologen Wakakusa-garan (若草伽藍) wordt genoemd. Deze is naar alle waarschijnlijkheid verloren gegaan na een blikseminslag in 670, en nadien herbouwd op de huidige locatie. De tempel is ook in de vroege 12e eeuw, 1374, en 1603 gerepareerd en deels heringericht.

## Architectuur

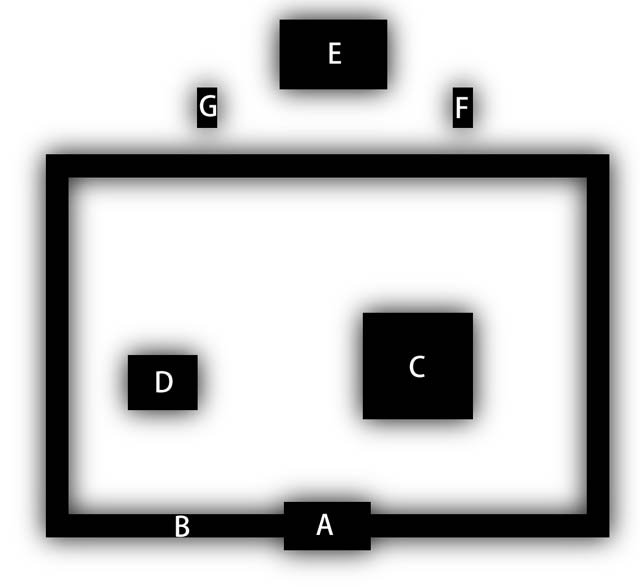
A Nakamon (hoofdpoort); B Kairō (gang); C Kondō/Hondō (hoofdhal); D Tō (pagode); E Kōdō (studiezaal); F Suzo (opslag van soetra's); G Shōrō (klokkenstoel)

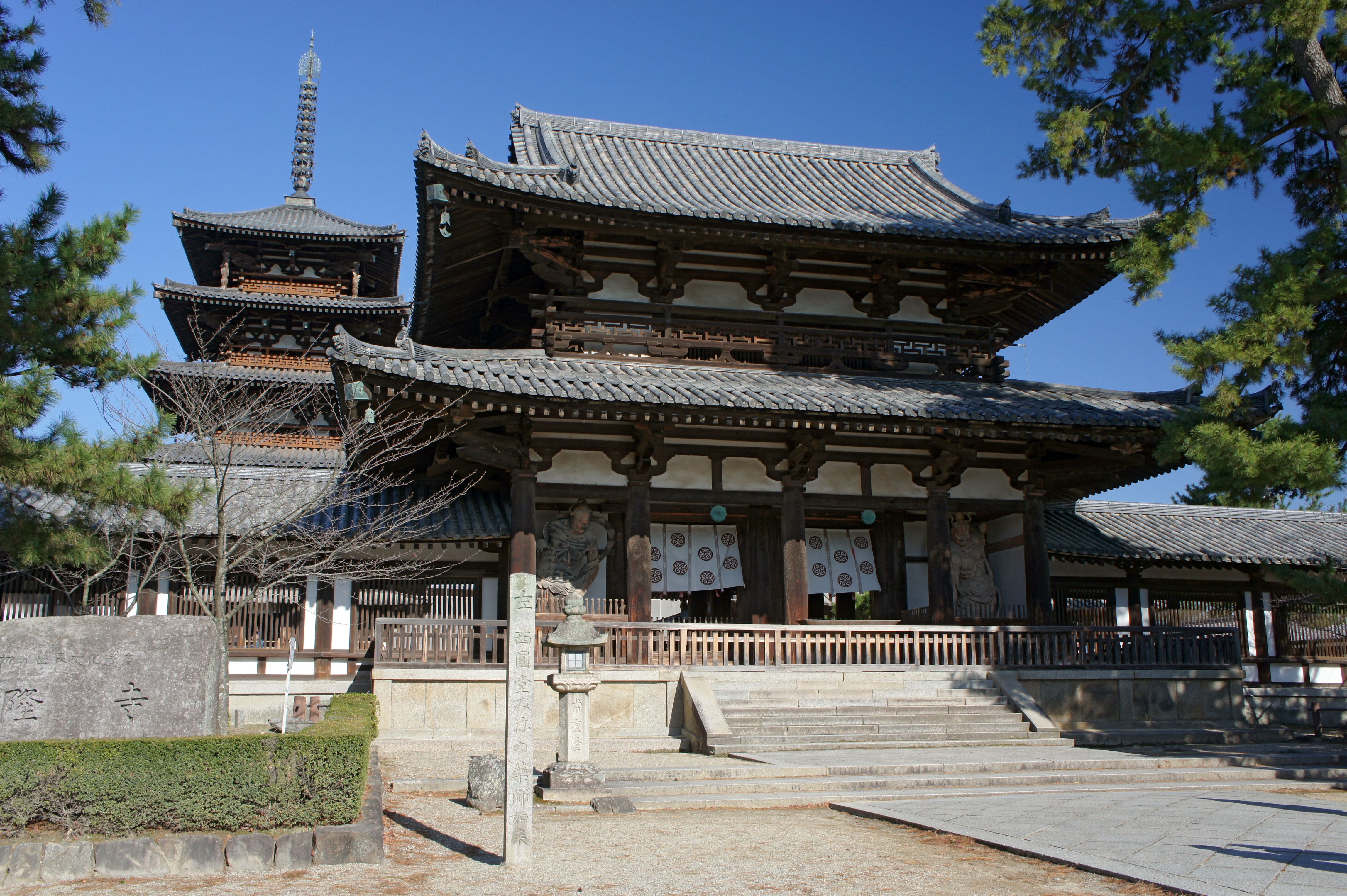
De Chūmon (binnenpoort) met zijn zuilen

Het huidige tempelcomplex bestaat uit twee gebieden; de the Sai-in (西院) in het westen en de Tō-in (東院) in het oosten. Het westelijke gedeelte bevat onder andere de Kondō (金堂, Gouden Hal) en de bekende pagode. In de Tō-in staat de Yumedonohal (夢殿, Hal der dromen). Tevens zijn er slaapvertrekken voor monniken en bibliotheken en eetzalen.
Enkele van de gebouwen vertonen invloeden van Chinese architectuur, waaronder die uit de Oostelijke Han en Noordelijke Wei-dynastie. Tevens zijn invloeden zichtbaar uit de Drie koninkrijken van Korea.
Wat opvalt aan de tempel is de lay-out. Veel Japanse tempels uit de Asukaperiode waren ingedeeld naar voorbeeld van Chinese en Koreaanse tempels; de hoofdingang, een pagode, de hoofdzaal en de leerzaal op een rechte lijn. De Hōryū-ji wijkt af van dat patroon door de Kondō en de pagode naast elkaar te zetten op de binnenplaats.

## Pagode

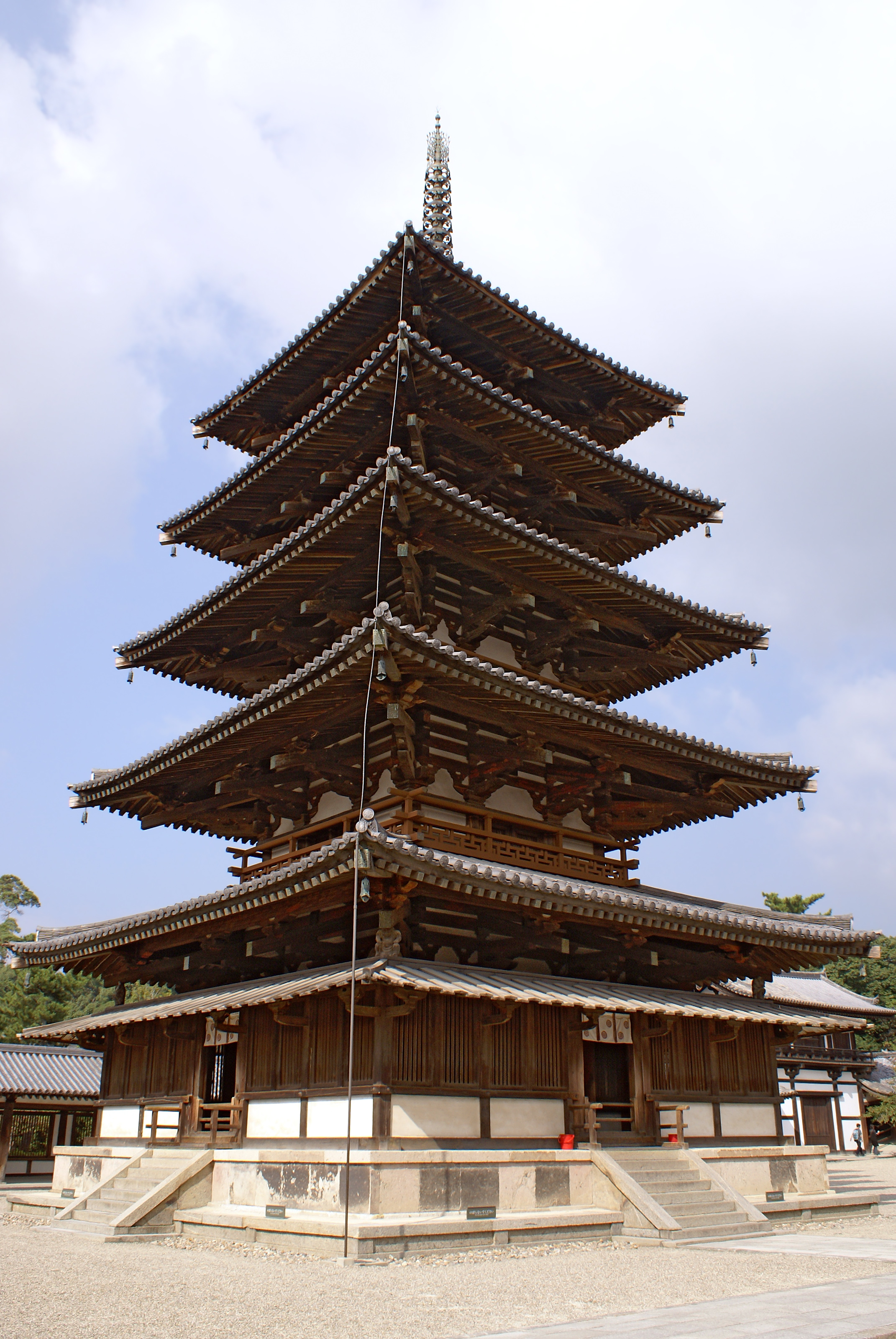
De pagode

De tempel heeft een pagode van vijf verdiepingen (gojū-no-tō, 五重塔), met een totale hoogte van 32,45 meter. Dit is een van de oudste houten gebouwen ter wereld. Het hout van de centrale pilaar dateert uit ongeveer 594. De pilaar bevindt zich drie meter onder het oppervlak van een massieve funderingssteen. Rondom de pilaar zijn vier afbeeldingen van het leven van Boeddha te zien. De pagode is echter niet gemaakt om daadwerkelijk naar de vijf verdiepingen te gaan. Deze zijn meer als decoratie.

## Kondo

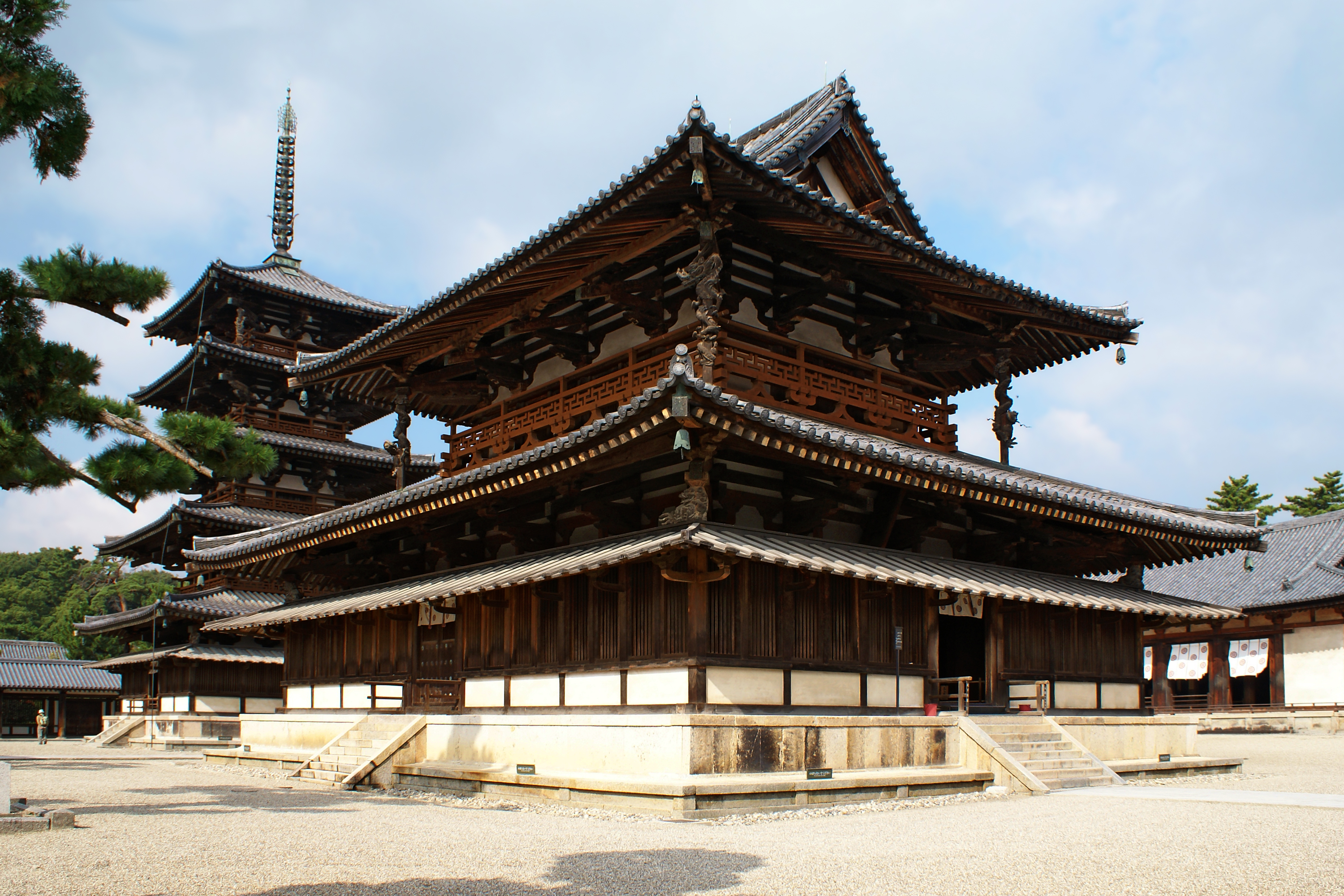
De kondō

De kondō, die zich naast de pagode bevindt, is eveneens een van de oudste houten gebouwen ter wereld. Het gebouw heeft een omvang van 18,5 bij 15,2 meter en telt twee verdiepingen. De eerste verdieping heeft een dubbel dak (裳階 mokoshi). Dit werd aangebracht tijdens de Naraperiode om het originele eerste dak te steunen.
De Kondo raakte op 26 januari 1949 beschadigd bij een brand. De restauratiewerkzaamheden duurden tot 1954. Slechts 15 tot 20% van het originele gebouw is nog aanwezig in de huidige Kondo.
| Horyu-ji |
| --- |
| - Binnenplaats - Kondō, rechtsachter een gojū-no-tō (pagode) - Kinzoku dōrō, metalen lantaarn - Yumedono dakdecoratie - Standbeeld - Reidō - Architectonisch detail - Onigawara dakpan - Draakornamenten op het dak - Het Horyu-ji complex - Panorama - Shōrō, de klokkenstoel - De Yumedono |